# Anna Romero i Arola
Anna Romero i Arola (Sant Hipòlit de Voltregà, Osona, 12 de març de 1986) és una jugadora d'hoquei sobre patins catalana.
Va iniciar-se en la pràctica professional de l'hoquei sobre patins la temporada 1998-99 al Club Patí Masies de Voltregà. La temporada següent fitxà pel Club Patí Voltregà, entitat amb la qual va jugar com a capitana durant la resta de la seva trajectòria esportiva. Entre d'altres títols, va aconseguir sis Copes d'Europa, cinc Campionats d'Espanya, cinc OK Lliga, sis Copes de la Reina, set Lligues catalanes i una Copa Catalana. Internacional tant a la selecció espanyola com a la selecció catalana d'hoquei sobre patins, va aconseguir un Campionat del Món el 2008 amb la primera i una Copa Amèrica el 2011 amb la segona. Després de més vint anys vinculada al Club Patí Voltregà, el maig de 2019 la junta del club li va comunicar que no comptava més amb ella. Pocs dies més tard, va anunciar a través de xarxes socials que es retirava, ja que no es veia a l'hoquei sense el Voltregà. Tanmateix, la temporada 2019-20 va tornar a la competició puntualment jugant amb el RESG Walsum de la Bundesliga alemanya.

## Palmarès
Clubs
- 6 Copes d'Europa d'hoquei sobre patins femenina: 2008, 2011, 2013, 2016, 2017, 2019
- 7 Lligues catalanes d'hoquei sobre patins femenina: 2002-03, 2003-04, 2004-05, 2005-06, 2006-07, 2007-08, 2008-09
- 1 Copa catalana d'hoquei sobre patins femenina: 2012
- 5 Campionats d'Espanya d'hoquei sobre patins femení: 2003, 2005, 2006, 2007, 2008
- 5 Lligues espanyoles d'hoquei sobre patins femenina: 2010-11, 2011-12, 2012-13, 2013-14, 2015-16
- 6 Copes espanyoles d'hoquei sobre patins femenina; 2006, 2007, 2008, 2011, 2014, 2017

Selecció catalana
- 1 medalla d'or a la Copa Amèrica d'hoquei patins: 2011
- 1 medalla d'argent a la Copa Amèrica d'hoquei patins: 2010

Selecció espanyola
- 1 medalla d'or al Campionat del Món d'hoquei patins femení 2008